# Hélène Vincent
Pour les articles homonymes, voir Vincent.
Hélène Vincent, nom de scène de Jocelyne-Hélène Nain,  est une actrice et metteuse en scène française née le 9 septembre 1943 à Paris.

## Biographie

### Origines
Née en 1943 à Paris, Jocelyne-Hélène Nain grandit à Auxerre, où ses parents tiennent un hôtel.

### Formation
Elle débute dans des rôles d'actrice dans un groupe théâtral d'un établissement scolaire, le groupe théâtral universitaire du lycée Louis-le-Grand dirigé par Patrice Chéreau et Jean-Pierre Vincent,. Refusée au concours d'entrée du Conservatoire, elle remporte peu après le grand prix d'interprétation féminine au Festival d'Erlangen, dans Fuente Ovejuna, avec cette troupe universitaire et Patrice Chéreau. Elle se forme finalement au cours Raymond-Girard. Elle se marie en 1964 avec Jean-Pierre Vincent, puis poursuit un parcours d'actrice au théâtre, à la télévision et au cinéma, avec des rôles marquants. 

### Carrière
En 1967, Hélène Vincent joue notamment dans une mise en scène de Patrice Chéreau au théâtre de Chaillot, Les Soldats, de Jakob Michael Reinhold Lenz. Elle passe à la mise en scène au théâtre dès 1978. Sous son nom de scène, elle se fait surtout connaître du grand public en 1987 par son rôle de Mme Le Quesnoy dans le film La vie est un long fleuve tranquille d'Étienne Chatiliez, un rôle comique d'une mère de famille bourgeoise et catholique, qui marque les esprits et qui lui vaut le César de la meilleure actrice dans un second rôle. Son interprétation, dans un tout autre registre, dans Quelques heures de printemps, un film de Stéphane Brizé, est également remarquée,. 
En 2024, elle est à nouveau à l'affiche en tant que premier rôle dans Quand vient l'automne, de François Ozon, dans lequel elle côtoie Josiane Balasko et Ludivine Sagnier. Sa performance est saluée par la critique, et elle-même parle d'une divine surprise pour évoquer cette rare mise en avant,.

### Vie privée
Séparée de Jean-Pierre Vincent depuis des années, elle est la mère du réalisateur Thomas Vincent, né en 1964 de leur union. 
Elle réside à Saint-André-en-Morvan dans la Nièvre.

## Filmographie

### Cinéma
- 1969 : Pierre et Paul de René Allio : Michèle
- 1972 : Les Camisards de René Allio : Catherine de Vergnas
- 1974 : Un nuage entre les dents de Marco Pico : la mère de famille
- 1975 : Que la fête commence... de Bertrand Tavernier : Madame de Saint-Simon
- 1977 : La Part du feu d'Étienne Périer : la veuve
- 1979 : L'école est finie d'Olivier Nolin : Madame Villebois, la mère de Julien
- 1979 : West Indies ou les Nègres marrons de la liberté de Med Hondo : l'assistante sociale
- 1980 : Cocktail Molotov de Diane Kurys : la femme du diplomate
- 1987 : La vie est un long fleuve tranquille d'Étienne Chatiliez : Marielle Le Quesnoy
- 1989 : Les Maris, les Femmes, les Amants de Pascal Thomas : Odette
- 1990 : Dédé de Jean-Louis Benoît : Yvonne, la mère de Dédé
- 1991 : Le Bal des casse-pieds d'Yves Robert : Marie-Paule, la sœur d'Henry
- 1991 : J'embrasse pas d'André Téchiné : Évelyne
- 1992 : L'Instinct de l'ange de Richard Dembo : la mère d'Henry
- 1992 : Une journée chez ma mère de Dominique Cheminal : Béatrice, la mère de Charlotte
- 1993 : Des feux mal éteints de Serge Moati d'après Philippe Labro : Jeanne
- 1993 : Tom est tout seul de Fabien Onteniente : la mère de Tom
- 1993 : Trois Couleurs : Bleu de Krzysztof Kieślowski : la journaliste
- 1996 : Ma vie en rose d'Alain Berliner : Élizabeth
- 1996 : Le Montreur de boxe - Lucky Punch de Dominique Ladoge : Joséphine
- 1996 : Bernie d'Albert Dupontel : Madame Clermont, la mère de Bernie
- 1998 : La Fête des mères (Court métrage) de Chris Vander Stappen : la mère
- 1999 : Prison à domicile de Christophe Jacrot : Norma Klarh
- 2000 : Antilles sur Seine de Pascal Légitimus : Élizabeth Sauveur
- 2000 : Échange standard (court métrage série Les Redoutables) de Guillaume Nicloux
- 2001 : Que faisaient les femmes pendant que l'homme marchait sur la Lune ? de Chris Vander Stappen : Esther Kessler
- 2001 : Le Soleil au-dessus des nuages de Éric Le Roch : Virginie
- 2004 : Saint-Jacques… La Mecque de Coline Serreau : la mère supérieure
- 2005 : Enfermés dehors d'Albert Dupontel : Madame Duval
- 2005 : Itinéraires de Christophe Otzenberger : Denise Chartier
- 2006 : Les Irréductibles de Renaud Bertrand : Jane
- 2009 : Trésor de Claude Berri et François Dupeyron : Nadine, la mère de Nathalie
- 2010 : Les Petits Ruisseaux de Pascal Rabaté : Lyse
- 2012 : Quelques heures de printemps de Stéphane Brizé : Yvette Evrard, la mère d'Alain
- 2013 : Attila Marcel de Sylvain Chomet : tante Anna
- 2014 : Samba d'Éric Toledano et Olivier Nakache : Marcelle
- 2015 : L'Odeur de la mandarine de Gilles Legrand : Émilie
- 2015 : Good Luck Algeria de Farid Bentoumi : Françoise, la mère de Sam
- 2016 : Le Petit Locataire de Nadège Loiseau : Mamillette, la mère de Nicole
- 2017 : Marie-Francine de Valérie Lemercier : Annick Legay, dite Dadick, la mère de Marie-Francine
- 2017 : Knock de Lorraine Lévy : la veuve Pons
- 2017 : Le Sens de la fête d'Éric Toledano et Olivier Nakache : la mère de Pierre
- 2017 : Garde alternée d'Alexandra Leclère : la mère de Sandrine
- 2018 : Du soleil dans mes yeux de Nicolas Giraud : Nicole
- 2018 : Grâce à Dieu de François Ozon : Odile Debord
- 2019 : Hors normes d'Olivier Nakache et Éric Toledano : Hélène
- 2019 : Revenir de Jessica Palud : Catherine, la mère de Thomas
- 2020 : Mine de rien de Mathias Mlekuz : Thérèse, la mère d'Arnault
- 2020 : Adorables de Solange Cicurel : Rose
- 2020 : L'Origine du monde de Laurent Lafitte : Brigitte Bordier
- 2022 : L'Astronaute de Nicolas Giraud : Odette Desforges
- 2024 : Colocs de choc d'Élodie Lélu : Yvonne
- 2024 : Quand vient l'automne de François Ozon : Michelle
- 2025 : On ira d'Enya Baroux : Marie

### Télévision
- 1972 : Dimanche volé de Gérard Chouchan : Michèle
- 1977 : Au plaisir de Dieu de Robert Mazoyer d'après Jean d'Ormesson : Hélène, femme de Jacques
- 1978 : Médecins de nuit, épisode Michel réalisé par Philippe Lefebvre
- 1978 : Les Dames de la côte, mini-série de Nina Companeez : Lucie
- 1978 : Les Chemins de l'exil - Les Dernières Années de Jean-Jacques Rousseau de Claude Goretta : la comtesse d'Egmont
- 1980 : Marie de Bernard Sobel : Agacha, la concierge
- 1980 : L'Affaire Lezay(Messieurs les jurés) : Micheline Saurat
- 1981 : Le Village sur la colline, feuilleton d'Yves Laumet : Geneviève
- 1981 : La Traque de Philippe Lefebvre : la femme de Chenu
- 1981 : Les Poneys sauvages de Robert Mazoyer d'après Michel Déon
- 1982 : Edward II de Bernard Sobel : la reine Isabelle
- 1985 : Le Deuxième Couteau de Josée Dayan : Arlette Olivier
- 1988 : Marie-Antoinette - Reine d'un seul amour (TV Les Jupons de la Révolution) de Caroline Huppert : Mme de Noailles
- 1988 : La Belle Ouvrage (TV Sueurs froides no 6) de Josée Dayan, René Manzor : la femme de Jacques
- 1989 : Le Déjeuner de Sousceyrac de Lazare Iglésis d'après Pierre Benoit : Ernstine
- 1991 : Jo et Milou de Josée Dayan : Sarah
- 1991 : Le Billard écarlate V comme vengeance de Bernard Queysanne : Sylvie
- 1995 : La Rivière Espérance de Josée Dayan : Agnès Lombard
- 1996 : Les Filles du maître de chai de François Luciani : Lucile
- 1996 : Le Dernier Chant de Claude Goretta : Louise Favart
- 1998 : Le Comte de Monte-Cristo, mini-série de Josée Dayan : Héloïse De Villefort
- 1999 : La Beauté sur la terre d'Antoine Plantevin : Martine
- 2001 : L'Impasse du cachalot d'Élisabeth Rappeneau : Pamela
- 2001 : Les Alizés de Stéphane Kurc : Géraldine Vaneck
- 2001 : L'Emmerdeuse de Michaël Perrotta, épisode L'Emmerdeuse: Mado Lafarge
- 2002 : La Maison des enfants d'Aline Issermann d'après Janine Boissard : Solange Monnier
- 2002 : Une maison dans la tempête de Christiane Leherissey : Véro
- 2003 : L'Emmerdeuse de Michaël Perrotta, épisode Les Caprices de l'amour : Mado Lafarge
- 2004 : L'Affaire Denise Chabrier (TV Le Président Ferrare no 2) d'Alain Nahum
- 2004 : Clara Sheller de Renaud Bertrand - 6 épisodes : la mère de JP
- 2005 : L'Emmerdeuse de Michaël Perrotta, épisode Jeunesse oblige : Mado Lafarge
- 2005 : Les Rois maudits de Josée Dayan d'après Maurice Druon : dame Eliabel de Cressay
- 2006 : Joséphine, ange gardien no 35 Coupée du monde de Vincent Monnet : Geneviève Beaumont
- 2009 : Les Petits Meurtres d'Agatha Christie : Am stram gram de Stéphane Kappes : Kristin
- 2009 : Ticket Gagnant de Julien Weil : Jeanne Vautrin
- 2009 : Mourir d'aimer de Josée Dayan : la proviseur
- 2010 : 35 kilos d'espoir d'Olivier Langlois : Charlotte
- 2010 : Fais pas ci, fais pas ça, épisode L'Esprit de Noël réalisé par Alexandre Pidoux : Bonne-Maman
- 2011 : La Résidence de Laurent Jaoui : Odette
- 2011 : La Loi selon Bartoli - épisode #1.2  de Charlotte Brändström : Évelyne Lambert
- 2014 : Le Premier été de Marion Sarraut : Madeleine
- 2014 : La Trouvaille de Juliette de Jérôme Navarro : la Taupe
- 2015 : Capitaine Marleau, épisode   Philippe Muir réalisé par Josée Dayan : Blanche Muir
- 2015 : L'Annonce de Julie Lopes-Curval : Jacqueline
- 2019 : Noces d'or de Nader Takmil Homayoun : Alix Saint-Cast
- 2020 : Meurtres à Albi, téléfilm de Delphine Lemoine : Suzanne Dalmasio
- 2021 : Un homme d'honneur, mini-série de Julius Berg : Hélène Berger
- 2023 : Panda de Nicolas Cuche et Jérémy Mainguy : Thérèse

## Théâtre

### Comédienne
- 1966 : L'Affaire de la rue de Lourcine d’après Eugène Labiche, mise en scène Patrice Chéreau, Festival du Jeune Théâtre Liège
- 1967 : Les Soldats de Jakob Michael Reinhold Lenz, mise en scène Patrice Chéreau, théâtre de Sartrouville, théâtre de Chaillot
- 1967 : Le Voleur de femmes de Guan Hanqing, mise en scène Patrice Chéreau, théâtre de Sartrouville
- 1968 : Les Soldats de Jakob Michael Reinhold Lenz, mise en scène Patrice Chéreau, théâtre de Chaillot
- 1968 : Le Prix de la révolte au marché noir de Dimítris Dimitriádis, mise en scène Patrice Chéreau, théâtre de la Commune, théâtre du Gymnase, théâtre de la Cité de Villeurbanne
- 1969 : Le Prix de la révolte au marché noir de Dimítris Dimitriádis, mise en scène Patrice Chéreau, Comédie de Saint-Étienne
- 1969 : Tambours et Trompettes de Bertolt Brecht, mise en scène Jean-Pierre Vincent, théâtre de la Ville
- 1970 : Le Marquis de Montefosco d’après Le Feudataire de Carlo Goldoni, mise en scène Jean-Pierre Vincent, théâtre de Sartrouville Grenier de Toulouse
- 1971 : Le Marquis de Montefosco d’après Le Feudataire de Carlo Goldoni, mise en scène Jean-Pierre Vincent, Festival du Marais Hôtel de Béthune-Sully
- 1971 : Le Camp du drap d'or de Serge Rezvani, mise en scène Jean-Pierre Vincent,  Théâtre Ouvert au Festival d'Avignon
- 1971 : Capitaine Schelle, Capitaine Eçço de Serge Rezvani, mise en scène Jean-Pierre Vincent, théâtre de Chaillot
- 1972 : Dans la jungle des villes de Bertolt Brecht, mise en scène André Engel, Jean Jourdheuil et Jean-Pierre Vincent, Compagnie Vincent-Jourdheuil, Festival d'Avignon, théâtre national de Chaillot
- 1973 : Dans la jungle des villes de Bertolt Brecht, mise en scène André Engel, Jean Jourdheuil et Jean-Pierre Vincent, théâtre de Nice
- 1973 : En r'venant de l'expo de Jean-Claude Grumberg, mise en scène Jean-Pierre Vincent, théâtre Ouvert au Festival d'Avignon, théâtre de l'Odéon
- 1974 : Dimanche de Michel Deutsch et Dominique Muller, mise en scène des auteurs, Théâtre Ouvert au Festival d'Avignon
- 1975 : En r'venant de l'expo de Jean-Claude Grumberg, mise en scène Jean-Pierre Vincent, théâtre national de l'Odéon
- 1975 : Germinal d'après Émile Zola, mise en scène Jean-Pierre Vincent, théâtre national de Strasbourg
- 1976 : Baal de Bertolt Brecht, mise en scène André Engel, Gérard Desarthe, théâtre national de Strasbourg
- 1978 : La Nuit du 13 de Sandra Nils, mise en scène Michel Berto, théâtre Marie Stuart
- 1981 : Édouard II de Christopher Marlowe, mise en scène Bernard Sobel, Nouveau théâtre de Nice, théâtre de Gennevilliers
- 1981 : La Vierge et le cheval et autre conte de Marieluise Fleisser, mise en scène Agnès Laurent, théâtre national de Strasbourg
- 1983 : Liberté à Brême de Rainer Werner Fassbinder, mise en scène Jean-Louis Hourdin, Festival d'Avignon
- 1986 : Passions selon Saint-Flour d'Arlette Namiand, mise en scène Jean-Paul Wenzel, théâtre de la Tempête
- 1986 : La Déploration d'Eugène Durif, mise en scène Jeanne Labrune, Festival d'Avignon, Théâtre Ouvert
- 1986 : Tahafot al Tahafot d'Armando Llamas, mise en scène Jeanne Labrune, Festival d'Avignon, Théâtre Ouvert
- 1987 : Désir sous les ormes d'Eugene O'Neill, mise en scène Claudia Morin, théâtre de l'Athénée-Louis-Jouvet
- 1987 : Jours de vogue d'après Le Petit Bois d'Eugène Durif et La vierge et le cheval de Marieluise Fleisser, mise en scène Agnès Laurent, Nouveau théâtre d'Angers
- 1988 : Le Père d'August Strindberg, mise en scène Claude Yersin, Nouveau théâtre d'Angers, théâtre de l'Est parisien
- 1988 : Retours de Pierre Laville, mise en scène Patrice Kerbrat, théâtre national de l'Odéon
- 1989 : Retours de Pierre Laville, mise en scène Patrice Kerbrat, La Criée
- 1990 : Le Chant du départ d'Ivane Daoudi, mise en scène Jean-Pierre Vincent, théâtre de Nice, théâtre de la Ville
- 1991 : Molly Bloom d'après James Joyce, mise en scène Jean-Michel Dupuis, Nouveau théâtre d'Angers, théâtre Nanterre-Amandiers
- 2006 : Coriolan de William Shakespeare, mise en scène Christian Schiaretti, TNP Villeurbanne
- 2008 : Coriolan de William Shakespeare, mise en scène Christian Schiaretti, théâtre Nanterre-Amandiers
- 2010 : Alexandra David-Néel, Mon Tibet de Michel Lengliney, mise en scène Didier Long, Petit Montparnasse
- 2010 : Don Quichotte de Miguel de Cervantes, mise en scène Christian Schiaretti, TNP Villeurbanne
- 2011 : La Célestine de Fernando de Rojas, mise en scène Christian Schiaretti, TNP Villeurbanne, théâtre Nanterre-Amandiers
- 2013 : Ita L. née Goldfeld d'Éric Zanettacci, mise en scène Julie Lopes-Curval et Hélène Vincent, Théâtre du Petit Saint-Martin

### Metteuse en scène
- 1977 : Franziska de Frank Wedekind, mise en scène avec Agnès Laurent, théâtre national de Strasbourg
- 1986 : La Nuit d'Irlande de Bruno Bayen, Festival d'Avignon, Théâtre Ouvert
- 1990 : La Noce chez les petits bourgeois de Bertolt Brecht, Nouveau théâtre d'Angers
- 1992 : La double inconstance de Marivaux, Compagnie CRAC
- 1993 : L'Intervention de Victor Hugo, mise en scène avec Yves Prunier, Nouveau théâtre d'Angers
- 1995 : Le Système Ribadier de Georges Feydeau, Compagnie CRAC
- 1997 : Une maison de poupée d'Henrik Ibsen, Compagnie CRAC
- 1998 : La Nuit des rois de William Shakespeare, théâtre de la Ville
- 1999 : Voix Secrètes de Joe Penhall, Compagnie CRAC
- 2001 : Tableau d'une exécution d'Howard Barker
- 2005 : Créanciers d'August Strindberg, théâtre de l'Atelier
- 2007 : Vincent Van Gogh à Londres de Nicholas Wright
- 2013 : Ita L. née Goldfeld d'Éric Zanettacci
- 2017 : Baby de Jane Anderson, adaptation de Camille Japy, Théâtre de l'Atelier

## Distinctions
- César :
  - César 1989 : meilleure actrice dans un second rôle pour La vie est un long fleuve tranquille ;
  - César 1992 : nomination meilleure actrice dans un second rôle pour J'embrasse pas ;
  - César 2013 : nomination meilleure actrice pour Quelques heures de printemps ;
  - César 2020 : nomination meilleure actrice dans un second rôle pour Hors normes ;
  - César 2025 : nomination meilleure actrice pour Quand vient l'automne.
- 2004 : prix « Reconnaissance des cinéphiles » décerné à Puget-Théniers (Alpes-Maritimes) par l'Association Souvenance de cinéphiles pour l'ensemble de sa carrière.
- Molières :
  - Molières 2010 : nomination au Molière de la comédienne pour Alexandra David-Néel, mon Tibet ;
  - Molières 2011 : nomination au Molière de la comédienne pour La Célestine.
- 2025 : Prix d'interprétation féminine du Festival international du film de comédie de l'Alpe d'Huez pour On ira (partagé avec Juliette Gasquet)

### Décoration
- Commandeur de l'ordre des Arts et des Lettres (2025)[10]